# Вторжение на Гваделупу (1703)

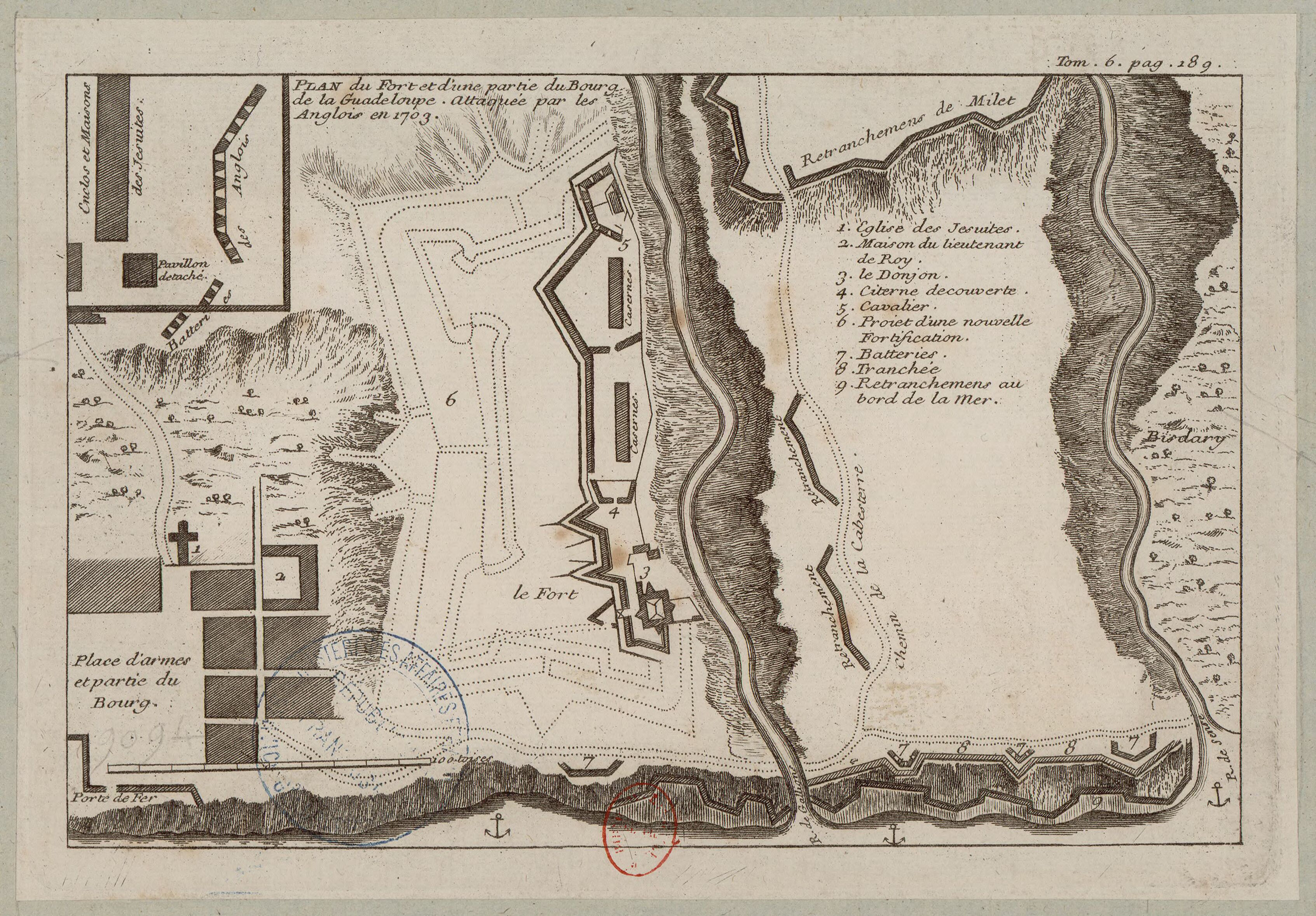
Карта сражения

Вторжение на Гваделупу (англ. Siege of Guadeloupe) — десантная операция, проходившая с марта по май 1703 года во время Войны за испанское наследство, когда британский экспедиционный корпус во главе с Кристофером Кодрингтоном высадился на Гваделупе во Французской Вест-Индии и осадил столицу Бас-Тер.
В марте 1703 года англичане высадились в западной части Гваделупы, во Французской Вест-Индии, недалеко от главного поселения Бас-Тер и заняли его. Кодрингтон осадил форт Сент-Чарльз, удерживаемый гарнизоном под командованием Шарля Оже, при этом посылая отряды войск, чтобы сжечь и разрушить дома, уничтожить плантации. Также было приказано собирать пищу и грабить, потому что не хватало провизии.
3 апреля прибыло подкрепление с Мартиники во главе с её губернатором Николя де Габаре, который принял на себя командование и взорвал форт. Он применил тактику выжженной земли, уничтожая ресурсы, прежде чем отступить во внутренние районы, а затем беспокоя британцев, в то время как болезни и нехватка припасов уменьшали их силы. Это было крайне непопулярно среди французских владельцев плантаций, но оказалось чрезвычайно эффективным.
К концу апреля английские солдаты на берегу начали болеть, и Кодрингтон был эвакуирован, когда тоже заболел. Его заместитель Чарльз Уиллс принял командование и начал эвакуацию выживших в начале мая. Город Бас-Тер был подожжен, и флот, забрав трофейные орудия, отплыл к острову Сент-Китс.